# Bucey-lès-Gy
Bucey-lès-Gy település Franciaországban, Haute-Saône megyében. Lakosainak száma 579 fő (2022. január 1.). Bucey-lès-Gy Vantoux-et-Longevelle, Gézier-et-Fontenelay, Gy, Montboillon, Oiselay-et-Grachaux, Velleclaire és Vellefrey-et-Vellefrange községekkel határos.

## Népesség
A település népességének változása:
| Lakosok száma | 628  | 610  | 615  | 592  | 597  | 590  | 586  | 582  | 579  |
|               | 2013 | 2015 | 2016 | 2017 | 2018 | 2019 | 2020 | 2021 | 2022 |